# Tribù celtiche
Questa voce contiene un elenco di tribù celtiche insediate in Europa e in Asia Minore tra l'VIII secolo a.C. e il II secolo d.C. la cui esistenza è accertata da fonti antiche. 
I nomi sono nella versione italiana, e a fianco di ciascuno è riportato il nome della città odierna che si ritiene fosse al centro della rispettiva zona di insediamento. In alcuni casi sono indicate due sedi, occupate in tempi diversi nel corso delle migrazioni di cui si ha notizia.

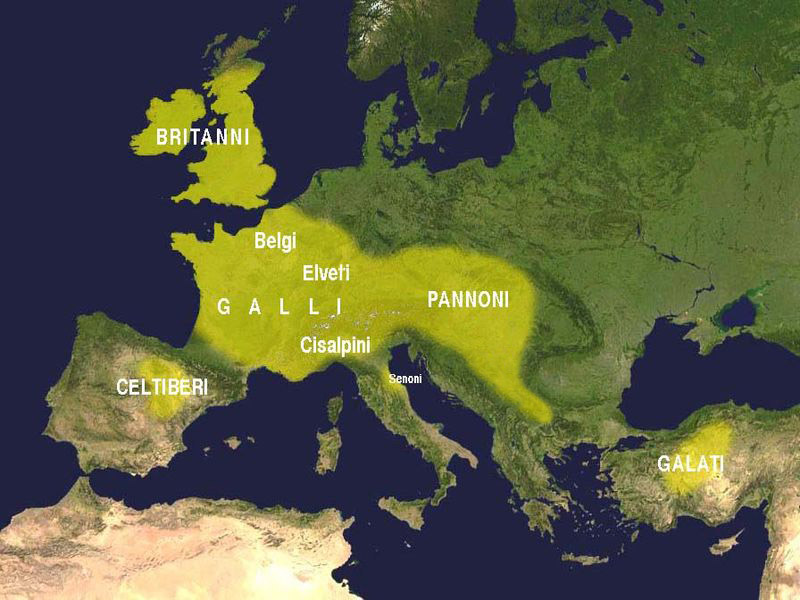
La diffusione dei Celti in Europa all'epoca dell'apogeo della loro civiltà (III secolo a.C.)

## Tribù e popoli celtici per area geografica

### Gallia Transalpina

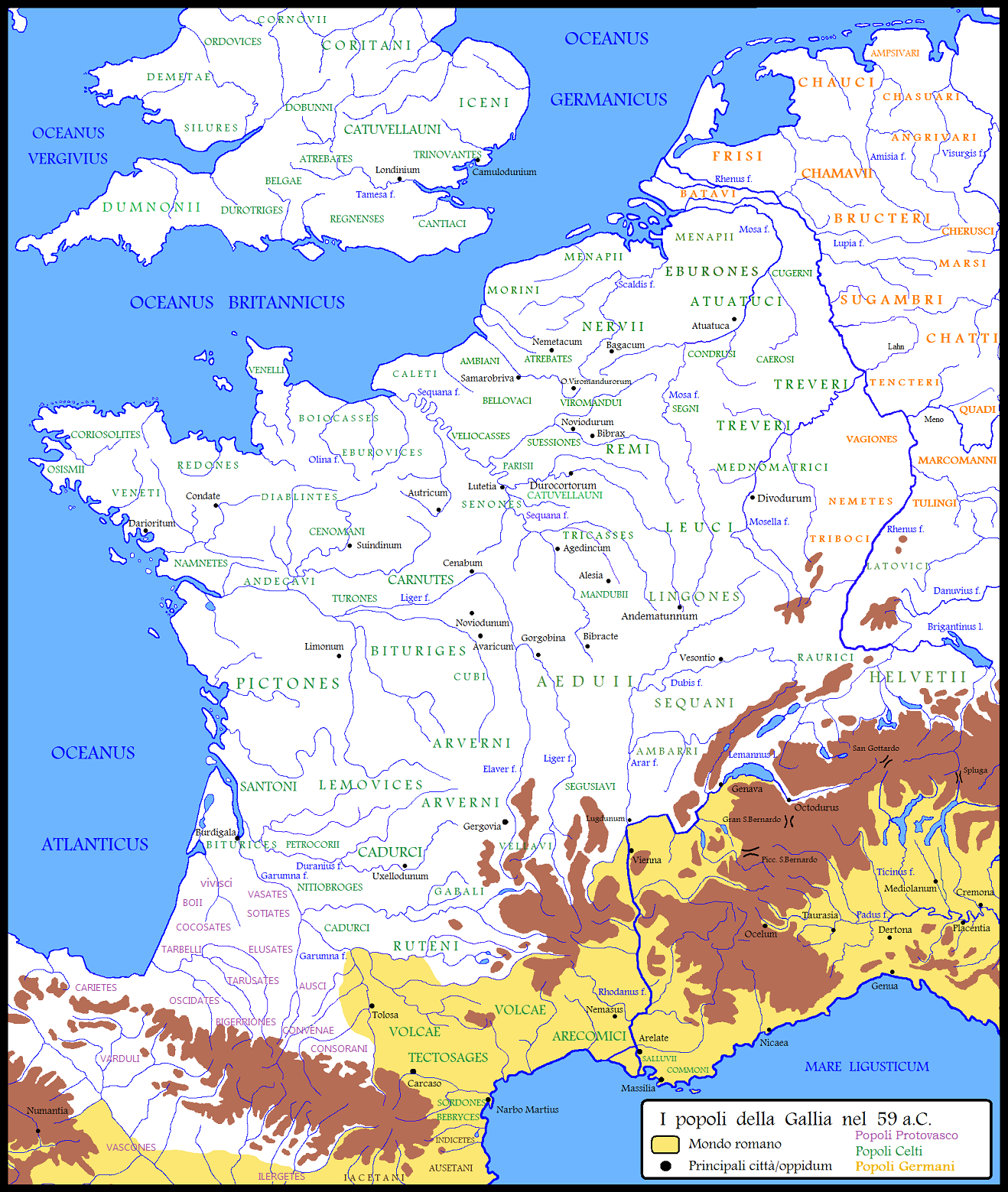
Mappa della Gallia prima della conquista di Gaio Giulio Cesare nel 59 a.C.

- Allobrogi - Vienne (oppidum Vindalium)[1][2]
- Ambarri[3]
- Ambiani - Amiens[4]
- Ambibari[5]
- Ambiliati - A sud del basso corso della Loira?[6][7]
- Ambivareti[8]
- Andecavi o Andi[8] - Angers
- Aquitani - Bordeaux[9]
- Atrebati[8] - Arras
- Arverni - L'antica Gergovia, nell'attuale regione dell'Alvernia. Il loro re era Vercingetorige, strenuo e coraggioso avversario di Giulio Cesare[8]
- Aulerci Brannovici[8]
- Aulerci Cenomani - originari della zona di Le Mans (in seguito emigrarono in Lombardia orientale e nel Veneto occidentale)[8]
- Aulerci Eburovici[8] della Normandia
- Ausci dell'Aquitania[10]
- Baiocassi - Bayeux[11]
- Bellovaci[8] - Beauvais[12]
- Betasii - ...
- Bigerrioni dell'Aquitania[10]
- Biturigi[8] - Bourges
- Blannovi[8]
- Boi[8] - in origine si trovavano in Gallia, non sappiamo con certezza dove.
  - un suo "ramo" migrò in Italia (fino in Emilia-Romagna) attraverso il passo del San Gottardo, al principio del V secolo a.C. insieme a Lingoni e Senoni (vedi oltre);[13]
  - un altro suo ramo migrò prima in Pannonia attorno alla metà del IV secolo a.C. ed in Boemia a partire dalla metà del I secolo a.C.[14][15]
- Cadurci[8] -
- Caleti[8] -
- Carnuti[8] - Chartres
- Catalauni - Châlons-en-Champagne
- Caturigi - valle dell'alta Durance[16]
- Ceutroni - stanziati nelle valli dell'Isere e dell'Arc in Tarantasia ed in Maurienne[17]
- Cocosati dell'Aquitania[10]
- Condrusi (tra Treveri e Eburoni[18])
- Coriosoliti[8] - Corseul
- Diablinti[6] -
- Edui - Bibracte (Augusto spostò nel I secolo d.C. la capitale degli Edui da Bibracte sul Mont Beuvray all'attuale Autun, capoluogo della Saona e Loira)[19]
- Eleuteti[8]
- Elvi - confinavano a nord con la Gallia Narbonense[20]
- Elusati dell'Aquitania[10]
- Elvezi[8] - Svizzera
- Garonni della Gallia Aquitania[10]
- Gabali[8] - confinavano a nord ovest con la Gallia Narbonense
- Gati dell'Aquitania[10]
- Graioceli - vivevano nella zona del Moncenisio
- Lemovici[8] - Limoges
- Lessovi[8] - Lisieux della Normandia[6]
- Leuci[21]
- Lingoni[22]
- Mandubi[23]
- Mediomatrici[8] - Metz
- Meduli - Area del Médoc
- Meldi - Meaux[24]
- Menapi - Cassel[6]
- Morini[8] - Boulogne-sur-Mer[6]
- Namneti - Nantes[6]
- Nantuati in zona Martigny[25]
- Nervi[8] - Bavay
- Nitiobrogi[8] - confinavano a nord ovest con la Gallia Narbonense
- Osismi[6][8]
- Parisi[8] - Parigi (cap.Lutetia Parisorum)
- Petrocori[8] - Périgueux, nel Périgord
- Pictoni (o Pittoni) - Poitiers[7][8]
- Ptiani dell'Aquitania
- Raurici[8]
- Redoni[8] - Rennes
- Remi - Reims[26]
- Ruteni[8] - confinavano a nord ovest con la Gallia Narbonense
- Salluvi - zona Aquae Sextiae[27]
- Santoni - Saintes[7]
- Seduni - zona Martigny[25]
- Segni (tra Treveri e Eburoni[18])
- Segusiavi[8] - Feurs (fiume Loira)
- Senoni[8] - Gallia-transalpina ad est di Orléans (Sens) (all'epoca di Cesare)
- Sequani[8] - Besançon
- Sibuzati dell'Aquitania[10]
- Soziati dell'Aquitania[10] - con capitale Sotium, ovvero l'attuale Sos alla confluenza di Gélize e Gueyze.
- Suessioni[8] - Soissons
- Tarbelli dell'Aquitania[10]
- Tarusati dell'Aquitania[10]
- Tolosati - Tolosa[20]
- Treviri, Treveri - Treviri[28]
- Tricassi - Troyes
- Tungri - Tongeren[29]
- Turoni[8] - Tours[30]
- Unelli[8] - Coutances della Normandia
- Vangioni - Worms[31]
- Veliocassi[8] - Rouen
- Vellavi[8] - Ruessium (odierna Saint-Paulien in Alta Loira)
- Veneti[8] - Vannes in Bretagna
- Veragri in zona Martigny[25]
- Viducassi - Vieux
- Viromandui[8] - Vermandois
- Vocati (o Vasati) dell'Aquitania[10]
- Voconzi - Vaison-la-Romaine[32]
- Volci Arecomici - nei territori della provincia della Gallia Narbonense[20]

### Britannia ed Hibernia

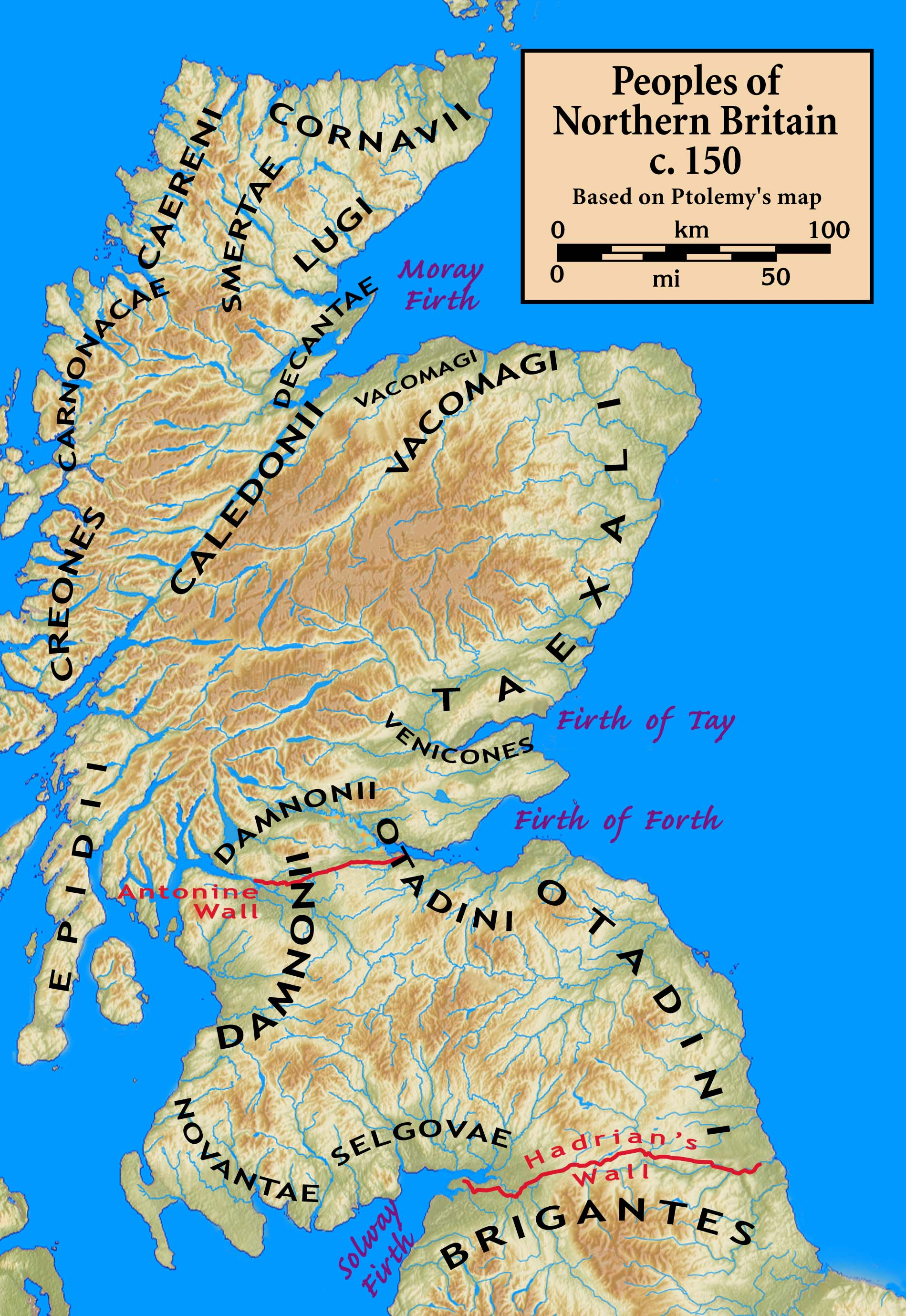
La Britannia settentrionale e le tribù native celtiche, menzionate da Claudio Tolomeo.

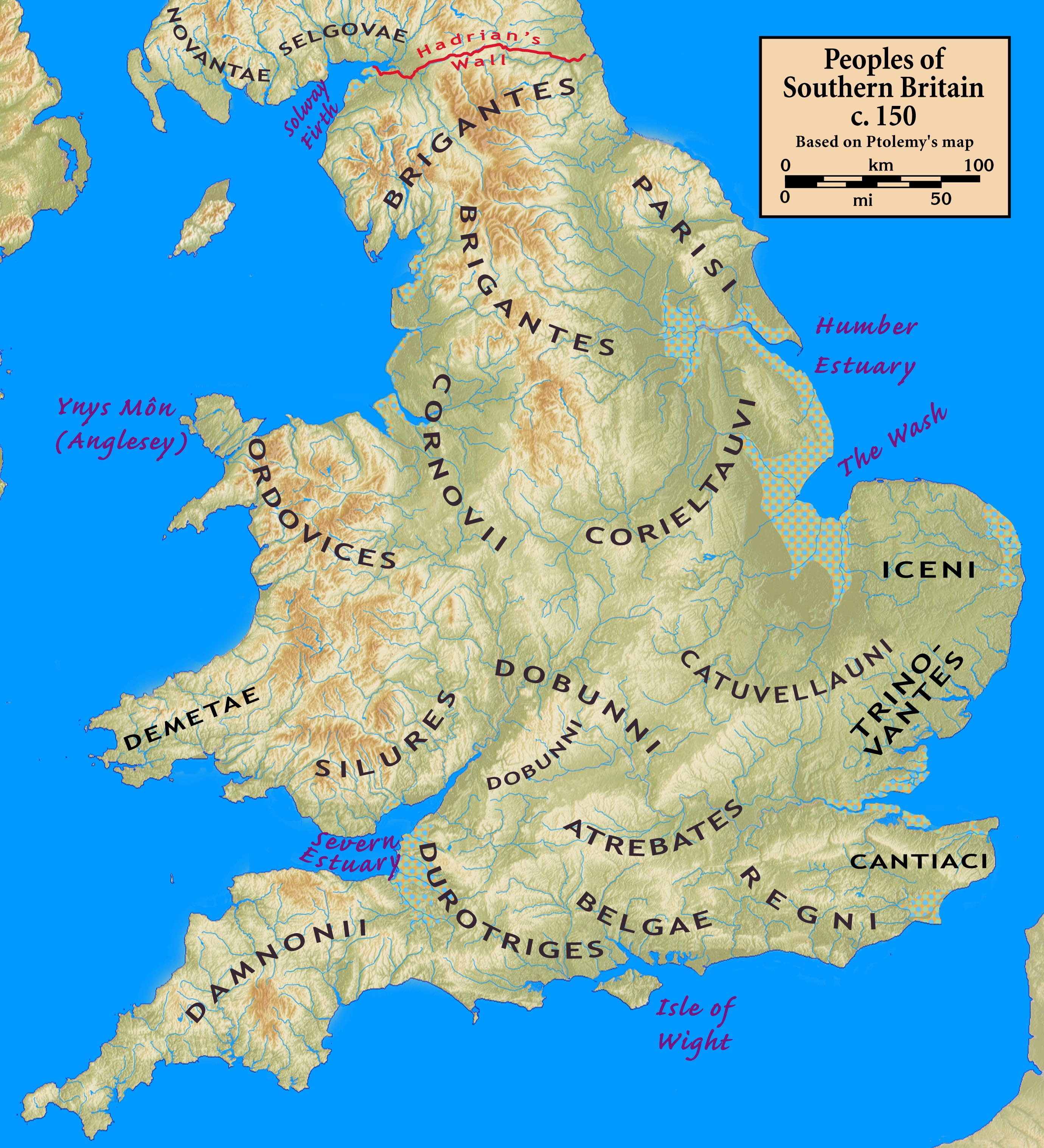
La Britannia meridionale e le tribù native celtiche di Claudio Tolomeo.

- Ancaliti (Hampshire e Wiltshire, Inghilterra)[33]
- Attacotti (Scozia o Irlanda)[34]
- Atrebati (Hampshire e Berkshire, Inghilterra)[35]
- Autini (Irlanda)[36]
- Belgi (Wiltshire e Hampshire, Inghilterra)[37]
- Bibroci (Berkshire, Inghilterra)[38]
- Briganti (Inghilterra settentrionale)[39]
- Briganti (Irlanda)[36]
- Cereni (Sutherland? Scozia)
- Caledoni (Invernessshire? Scozia)[40]
- Cantiaci (Kent, Inghilterra)[41]
- Carnonaci (Highland scozzesi occidentali)
- Carvezi (Cumberland, Inghilterra)
- Cassi (Inghilterra)[42]
- Catuvellauni(Hertfordshire, Inghilterra)
- Cauci (Irlanda)
- Corieltauvi (Leicestershire)
- Coriondi (Irlanda)
- Corionotozi (Northumberland, Inghilterra)
- Cornovi (Caithness, Scozia)
- Cornovi (Cheshire, Inghilterra)[37]
- Cornovi (Cornovaglia, Inghilterra)
- Creoni (Argyllshire)
- Damnoni (Strathclyde, Scozia)
- Darini (Irlanda)
- Deceangli (Flintshire)
- Decanzi (Ross orientale? Scozia)
- Demezi (Dyfed, Galles)
- Dobunni (Gloucestershire)
- Dumnoni (Devon, Inghilterra)
- Durotrigi (Dorset, Inghilterra)
- Eblani (Irlanda)
- Epidi (Kintyre, Inghilterra)
- Gangani (Irlanda)
- Gangani (penisola di Lleyn)
- Erpeditani (Irlanda)
- Iberni (Irlanda)
- Iceni (Anglia orientale, Inghilterra)[37]
- Lugi (Sutherland orientale? Inghilterra)
- Magnazi (Irlanda)
- Manapi (Irlanda)[36]
- Novanzi (Galloway, Inghilterra)
- Ordovici (Gwynedd, Galles)[43]
- Parisi (East Riding, Inghilterra)
- Regnensi (Sussex, Inghilterra)
- Robogdi (Irlanda)
- Segonziaci (Inghilterra)
- Selgovi (bacino superiore del Tweed, Inghilterra)
- Setanzi (Lancashire, Inghilterra)
- Siluri (Gwent, Galles)[40]
- Smerzi (Sutherland meridionale? Inghilterra)
- Tassali (Aberdeenshire)
- Trinovanti (Essex, Inghilterra)[44]
- Vacomagi (Banffshire? Inghilterra)
- Velabri (Irlanda, contea di Kerry), sono un popolo citato dal geografo antico Claudio Tolomeo
- Veniconi (Strathmore? Inghilterra)
- Vennicni (Irlanda)
- Vodie (Irlanda)
- Votadini (Lothian)

### Gallia Cisalpina
- Boi - Emilia.

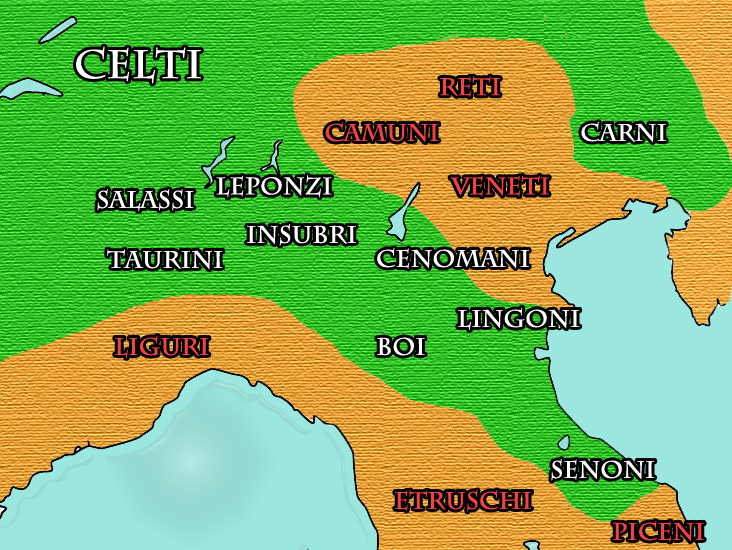
Le popolazioni della Gallia cisalpina 391-192 a.C.

  - I Boi si insediarono nella valle del Reno. Da loro, secondo alcuni, prese il nome Bologna (in latino Bononia, in precedenza l'etrusca Velzna, latinizzato in Felsina). Pare che l'origine del nome etnico Boi venga dall'antico celtico bogos significante conquistatori oppure coloro che vincono distruggendo.
- Carni - in Friuli
- Catubrini - stanziati nell'alta valle del Piave, in Cadore, probabilmente un ver sacrum dei Carni.
- Cenomani - intorno a Brescia e in provincia di Verona fino all'Adige, furono i maggiori alleati dei romani[45][46][47]
- Marici o Anamari - Oltrepò Pavese, Provincia di Alessandria e forse nel Piacentino, probabilmente celto-liguri
- Gesati - mercenari galli provenienti dal Rodano - furono sconfitti a Talamone nel 225 a.C.
- Graioceli - zona del Moncenisio e nelle Valli di Lanzo
- Insubri - in Insubria
- Libui - zona di Vercelli
- Lingoni - Ferrara
  - I Lingoni si stanziarono nel territorio che oggi va da Ferrara alla Bassa Romagna e i Senoni occuparono il territorio chiamato poi dai romani ager Gallicus che comprendeva le Valli del Rubicone, del Marecchia e l'odierno Montefeltro; il confine tra i due territori era il fiume Montone (Utis o Utens). Il limite meridionale era il fiume Esino, a Nord di Ancona.
- Salassi - Augusta Prætoria Salassorum (Aosta), Valle d'Aosta e Canavese
- Senoni - dalla Romagna alla zona di Ancona
  - I Senoni presero il controllo di Ravenna alla fine del IV secolo, più tardi cacciarono gli Umbri più a sud insediandosi a Sena Gallica. Sembra, infine, che assediarono più volte la città etrusca di Siena, da cui probabilmente ha derivato il nome. Secondo la tradizione, sotto il comando di Brenno, misero a sacco Roma nel 386 a.C. Celebre la frase attribuita a Brenno, che, gettando la spada sul piatto della bilancia con cui veniva pesato l'oro richiesto per il riscatto dei prigionieri romani, esclamò. Vae victis! (guai ai vinti!). Questa, ed altre leggende, vennero tramandate per generazioni fra i Romani, insieme al terrore per il ripetersi, negli anni successivi, di invasioni da parte di altre tribù celtiche (il cosiddetto metus gallicus) e insieme al desiderio di vendetta, che si compì pienamente solo in occasione della campagna con cui Giulio Cesare assoggettò la Gallia fra il 58 a.C. e il 52 a.C., dallo stesso Cesare descritta nei suoi commentarii di guerra, il famosissimo De bello Gallico.
- Taurini - Augusta Taurinorum (Torino), Segusium (Susa), definiti "celto-liguri"
- Vertamocori - Novaria (Novara)

### Penisola iberica

Principali aree linguistiche nella penisola iberica attorno al 300 a.C.

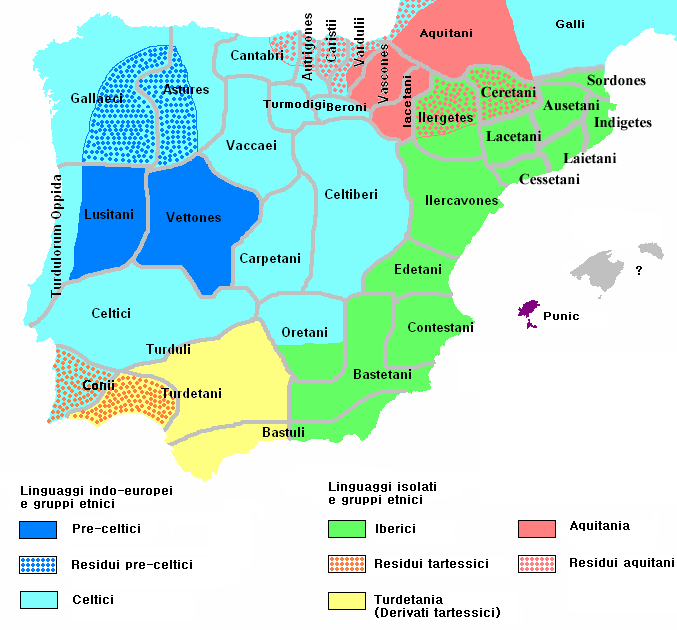
Popolazioni della penisola iberica attorno al 200 a.C., comprese quelle di origine celtica.

I Celti della penisola iberica sono tradizionalmente considerati come popolazioni che vivevano ai confini del mondo celtico della cultura di La Tène, ovvero la cultura celtica dell'età del ferro. La penisola iberica rappresenta una delle aree europee maggiormente influenzate dalla cultura e dagli insediamenti dei Celti.
- Albinoni - nelle Asturie occidentali
- Asturi - Asturie e zona di León[48]
- Autrigoni - ad est di Burgos (Spagna).[49]
- Beroni - La Rioja (Spagna).[48]
- Bletonesii - Salamanca (Spagna).
- Bracari - Braga (Portogallo).[50]
- Gallaeci o Callaici - Gallaecia (Spagna e Portogallo).[49]
- Cantabri - Cantabria, parte delle Asturie e della regione di Castiglia e León (Spagna); alcuni non le considerano popolazioni celtiche o pre-celtiche .
- Carpetani - Spagna centrale[51]
- Celtiberi - Spagna centrale[52]
  - Arevaci[53]
  - Belli
  - Beroni
  - Lobetani
  - Lusoni
  - Pelendoni
  - Titti
- Celerni - Braga (Portogallo) e Ourense (Spagna).
- Cineti (o Coni) - Algarve, Portogallo meridionale
- Equaesi - Minho (Portogallo).
- Grovii - Minho (Portogallo) e Galizia (Spagna).
- Interamici - (Portogallo).
- Leuni - Minho (Portogallo).
- Limici - Minho (Portogallo) e Galizia (Spagna).
- Luanqui - (Portogallo).
- Lusitani - Portogallo[54]
- Narbasi - Minho (Portogallo) e Galizia (Spagna).
- Nemetati - Minho (Portogallo).
- Oretani[54]
- Pasuri - Duero e Vouga (Portogallo).
- Quaquerni - Minho (Portogallo).
- Seurbi - Minho (Portogallo).
- Tamagani - Chaves (Portogallo).
- Tapoli - fiume Tago, tra i confini di Portogallo e Spagna.
- Turduli Veteres - Duero (Portogallo).
- Turduli - valle della Guadiana (Portogallo) ed Estremadura (Spagna).
- Turmodigi o Turmogi - zona centrale della provincia di Burgos.
- Turodi - Trás-os-Montes (Portogallo) e Galizia (Spagna).
- Vaccei - Meseta centrale[49]
- Vardulli - Avila e Salamanca (Spagna).
- Zoelae - Trás-os-Montes (Portogallo).

### Europa centrale

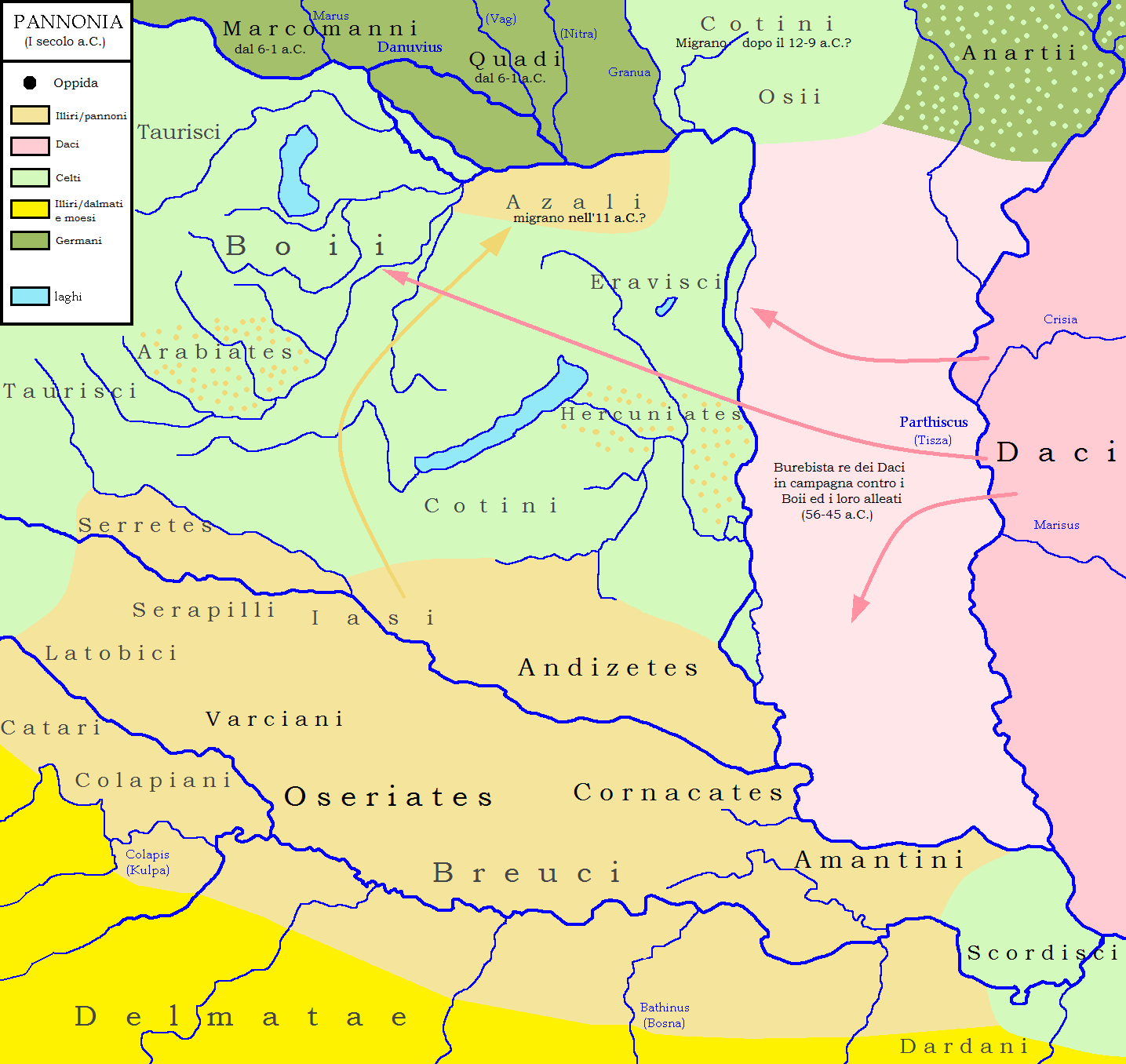
Le popolazioni illiriche e celtiche della Pannonia prima della conquista romana nel I secolo a.C.

- Arabiati (Arabiates) (popolazione mista tra genti illiriche e celtiche)
- Boi - Repubblica Ceca, Slovacchia, Ungheria e Germania[55]
- Cotini - Slovacchia[56]
- Ercuniati (Hercuniates) (popolazione mista tra genti illiriche e celtiche)
- Latobrigi - Germania meridionale, Austria e Reno superiore
- Osii - Slovacchia orientale[57]
- Scordisci (popolo di origine celtica, unitosi alle popolazioni indigene di Illiri e Traci) - Croazia e Serbia nella bassa valle della Sava.[58] Si scontrarono più volte con i Romani dal II secolo a.C.[59] prima di essere da loro "assorbiti" all'inizio del I secolo.[60].
- Tulingi - Germania meridionale, Svizzera o Austria
- Varciani - Slovenia e Croazia
- Vindelici - Rezia e Vindelicia

### Dacia e Tracia

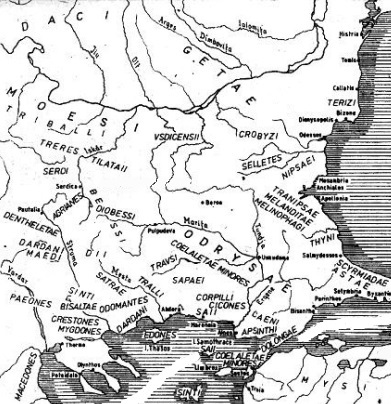
Tribù della Tracia prima dell'arrivo dei Romani.

Questa lista include tribù migrate in Dacia e Tracia.
- Serdi[61]
- Scordisci[62]
- Bastarni[63] (Bastarnae), Celti o Germani.
- Taurisci del Norico[64]
- Anartii[65] (popolazione mista tra genti germaniche e celtiche) - Ungheria nord-orientale al confine settentrionale con la Dacia, attorno alla futura fortezza legionaria di Aquincum.[57][64]
- Boii[66]
- Eravisci - Ungheria[57][66]

### Asia Minore
- Galati (di evidente origine celtica fusi con le popolazioni locali, mantenendo però molte loro tradizioni), tra cui:
  - Volci Tectosagi[67]
  - Tolostobogi o Tolistobogi o Tolistoagi[67]
  - Trocmi.[68]

### Fonti primarie
- Gaio Giulio Cesare, De bello Gallico.
- Strabone, Geografia, Iberia (libro III), Gallia (libro IV), Italia (libri VI e VII).
- Tito Livio, Storia di Roma.
- Cassio Dione Cocceiano, Storia di Roma.
- Publio Cornelio Tacito, De vita et moribus Iulii Agricolae.
- Claudio Tolomeo, Geografia, Ibernia (libro I), Britannia (libro II), Iberia (libri III, IV e V), Gallia (libri VI, VII, VIII e IX).

### Fonti secondarie
- P.Berresford Ellis, L'impero dei Celti, Casale Monferrato 1998.
- V.Kruta & V.M.Manfredi, I Celti in Italia, Milano 1999.
- P.S.Wells, La parola ai barbari, Milano 2007.
- Y.A.Dodge, Caesar, U.S.A. 1997.